# Fort de la Malmaison

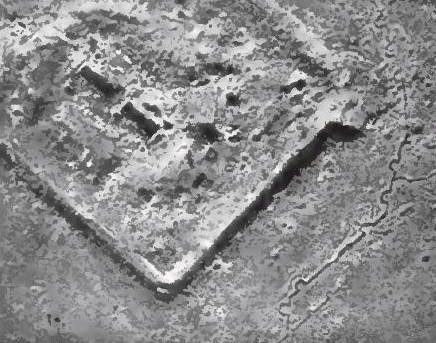
Luftbild nach den schweren Kämpfen 1917

Das Fort de la Malmaison (kurzzeitig auch Fort Dumas genannt) in der Gemeinde Chavignon (Département Aisne) war ein Sperrfort des Système Séré de Rivières, das zwischen 1878 und 1882 erbaut wurde. Es gehörte zum Gürtel um den Festen Platz Laon.

## Benennung
Ursprünglich wurde es Fort de la Malmaison genannt. Per Präsidialdekret vom 21. Januar 1887 setzte der Kriegsminister Georges Boulanger um, dass alle Forts, befestigten Artillerieanlagen und Kasernen des Système Séré de Rivières die Namen von ehemaligen Militärkommandanten zu tragen hätten, weswegen das Fort nach dem Revolutionsgeneral Anne Joseph Dumas den Namen Fort Dumas erhielt. Am 13. Oktober 1887 wurde das vom Nachfolger Boulangers, Théophile Ferron, mit der Note Nr. 14980 vom gleichen Datum rückgängig gemacht, und das Fort erhielt seinen ursprünglichen Namen zurück.

## Beschreibung
Erbaut wurde es als Folge des verlorenen Krieges gegen Deutschland und der damit verbundenen Grenzverschiebungen nach Westen. Baubeginn war der 1. September 1878, die Fertigstellung erfolgte 1882.
Das Fort de la Malmaison deckte die Straßen nach Soissons und Laon, auf dieser das letzte Hindernis für einen Angreifer auf dem Weg nach Paris. Es wurde unterstützt von den Forts Condé und Montbérault.
- Kriegsbesatzung:

22 Offiziere, 46 Unteroffiziere, 736 Mannschaften: zusammen 804 Mann
- Munitionsversorgung:

2 Pulvermagazine für 120 Tonnen Schwarzpulver, Magazine für 500.000 Kartuschen, 1 Pulverlaboratorium
- Lebensmittelversorgung:

2 Backöfen mit einer Kapazität von je 300 Broten täglich, 2 Brunnen mit einer Leistung von je 18,3 m³ täglich, 1 Zisterne mit einem Fassungsvermögen von 60 m³
- Sonstiges:

1 Krankenrevier mit 80 Betten, 1 Stall für 14 Pferde
- Artilleriebestückung 1883:

Auf den Wällen:
5 Canons de 155 mm L modèle 1877, 17 Canons de 120 mm L modèle 1878, 6 Mortiers lisses de 15
In den Gräben:
4 Canons de balles (Kartätschgeschütze), 4 Canons Reffye de 85 mm (auch als „Canons de 7“ bezeichnet)
Es war in rechteckiger Form angelegt, der Graben wurde durch zwei zum Grundriss diagonal angelegte Doppelkaponnieren (Nordostecke und Südwestecke) gesichert. Die Geschütze waren auf den Geschützplacements aufgestellt, die durch Hohltraversen getrennt waren. Sie feuerten über Bank, d. h. über die Brüstung. Der Kern des Forts war von einem Wall, einem Graben mit Escarpen- und Contreescarpenmauer sowie einem Glacis umgeben. Auf dem Wall befand sich abschnittsweise ein gedeckter Weg. Außerdem verfügte das Fort über eine Lichtsignalstation zur Verbindung mit den Nachbarwerken. Zum Haupteingang führte eine abwerfbare Brücke.

## Geschichte

### Das Fort am Ende des 19. Jahrhunderts
Vier Jahre nach der Fertigstellung wurde das Fort von den Pionieren zu Erprobungszwecken genutzt. Es ging um die Wirkung der neu eingeführten Brisanzgranaten auf die Forts, die ohne Betoneindeckung nur aus Mauerwerk errichtet waren. Im Jahre 1886 wurden 171 Granaten der „Canon de 155 L Modèle 1877“ und des Mortier de 220 mm modèle 1880 auf das Fort abgegeben. Das Ergebnis war eindeutig, keine der bis 1870 errichteten Befestigungen konnte der neuen Munitionsart standhalten. Es war daher notwendig, Betonverstärkungen aufzutragen.
An dem Bauwerk wurden keine Modernisierungsmaßnahmen durchgeführt, es wurde am 1. Oktober 1888 im Kampfwert herabgestuft, 1911 aufgegeben und an eine Privatperson verkauft.

### Erster Weltkrieg
Das Fort wurde bei Kriegsbeginn von den Deutschen besetzt und fiel im Zuge der Schlacht bei Malmaison am 23. Oktober 1917 an die Franzosen zurück. Während der Schlacht an der Aisne geriet es dann am 28. Mai 1918 noch einmal in die Hände der Deutschen (7. Armee), wurde dann aber endgültig am 28. September 1918 während der Zweiten Marneschlacht den Franzosen überlassen und vom 28e bataillon de chasseurs alpins (28. Gebirgsjägerbataillon) besetzt. Während der Kampfhandlungen wurde es weitgehend zerstört.

## Erinnerungsstätte
Die Überreste des Forts können mit einem Führer vom Museum Caverne du dragon besichtigt werden. Ein freier Zugang ist nicht gestattet.
Auf dem Nachbargelände des Forts befindet sich der Deutsche Soldatenfriedhof Fort de Malmaison.